# Gharb-Chrarda-Béni Hsen
Gharb-Chrarda-Béni Hsen (arabisch الغرب شراردة بني حسين, Zentralatlas-Tamazight ⵍⵖⴰⵔⴱ ⵛⵔⴰⵔⴷⴰ ⴰⵢⵜ ⵃⵙⴰⵢⵏ) war bis zur Verwaltungsreform von 2015 eine der 16 Regionen Marokkos und lag im Norden des Königreichs. Im gesamten Gebiet von Gharb-Chrarda-Béni Hsen lebten 1.859.540 Menschen (Stand 2004) auf einer Fläche von insgesamt 8.805 km². Die Hauptstadt der Region war Kenitra. Alle drei Provinzen gehören seit 2015 zur Region Rabat-Salé-Kénitra.
Die Region bestand aus folgenden Provinzen:
- Provinz Kénitra
- Provinz Sidi Kacem
- Provinz Sidi Slimane (seit 2009)